# F/A-18 Interceptor
F/A-18 Interceptor è un videogioco simulatore di volo sviluppato dalla Intellisoft e pubblicato dalla Electronic Arts per Amiga nel 1988. È particolarmente conosciuto per il suo utilizzo di grafica 3D e per il suo gameplay stile arcade.
Il giocatore utilizza principalmente l'F/A-18 Hornet, ma è anche utilizzabile un modello di F-16 in alcune missioni e nella modalità volo libero.